# Programa Universitario de Estudios de la Diversidad Cultural y la Interculturalidad (PUIC)
El Programa Universitario de Estudios de la Diversidad Cultural y la Interculturalidad (PUIC) de la Universidad Nacional Autónoma de México tiene como propósito promover desde una mirada interdisciplinaria la investigación, la comprensión y el desarrollo de las realidades pluriculturales tanto en México como en otros contextos del mundo con procesos afines. Con ello busca contribuir a la formación de profesionales e investigadores especializados en los pueblos originarios y afrodescendientes, el desarrollo de tecnologías que faciliten su desarrollo desde una perspectiva intercultural, y el desarrollo de nuevos marcos jurídicos que consoliden los derechos de grupos indígenas y afromestizas. Se creó por acuerdo universitario el 3 de marzo de 2014.

## Antecedentes
En diciembre de 2004 la Universidad Nacional Autónoma de México publicó el acuerdo que creó el Programa Universitario México, Nación Multicultural (PUMC),  con el fin de formar profesionales que enmarcados en el diálogo y el respeto abordaran la tarea de promover estrategias y alternativas encaminadas al desarrollo de la dignidad y la autonomía de los pueblos indígenas en México. Durante sus diez años de funcionamiento, el programa contribuyó al desarrollo de investigaciones enfocadas a los grupos indígenas, la creación de repositorios de información y conocimiento (por ejemplo la Biblioteca Digital de la Medicina Tradicional Mexicana), el impulso de radios comunitarias (a través del Seminario de Radio y Comunicación Indígena en la Facultad de Ciencias Políticas y Sociales), así como al impulso y seguimiento de estudiantes indígenas a través de becas. También diseñó el contenido curricular de la Materia optativa transversal "México Nación Multicultural".
La incorporación en el debate académico de nociones como interculturalidad y diversidad cultural como componentes clave de las sociedades modernas en un contexto global llevó consigo un cambio importante. Éste subrayó la importancia de reconocer, visibilizar y analizar la composición e interacción entre múltiples grupos étnicos y tradiciones culturales en procesos cotidianos del ámbito social, económico y político, tanto urbanos como rurales, en México y en el resto del mundo. Lo anterior hizo necesario plantear un nuevo programa que incluyera estas nuevas premisas de investigación y a su vez integrara las labores realizadas desarrolladas de forma fructífera por el PUMC. Ello dio pie a la creación en marzo de 2014 del Programa Universitario de Estudios de la  Diversidad Cultural y la Interculturalidad, que además de dar continuidad y seguimiento a los proyectos originalmente planteados por el PUMC, desarrolló nuevas líneas de investigación que dieron cabida a procesos que han marcado a las sociedades contemporáneas como la globalización, los cambios en los flujos migratorios, en las prácticas familiares, etcétera.

## Dirección
El primer director del Programa Universitario de Estudios de la Diversidad Cultural y la Interculturalidad fue el etnólogo José Manuel del Val Blanco, del 3 de marzo de 2014 al 7 de febrero de 2023. La doctora en antropología Carolina Sánchez García fue nombrada directora por el rector Enrique Graue Wiechers el 8 de febrero de 2023.

## Líneas actuales de investigación
Actualmente, el PUIC cuenta con dos sedes, una al sur de la Ciudad de México, y otra en Oaxaca, ambas en la República Mexicana.
Desde su creación en 2014 y hasta la fecha, el PUIC ha impulsado proyectos de investigación de alto nivel. De acuerdo con el informe que el Programa Universitario publicó en 2018, los proyectos desarrollados están integrados a las siguientes líneas temáticas:
- Universidad, educación e interculturalidad: evalúa las relaciones entre la UNAM y otras instituciones de educación superior con los pueblos indígenas, además de reflexionar sobre las políticas educativas del Estado Mexicano.
- Diversidad cultural, globalización y desarrollo. Busca desarrollar y analizar indicadores sobre la población indígena y afrodescendiente en México y otros países, que contribuyan al desarrollo de políticas públicas, el seguimiento de megaproyecto en regiones habitadas por pueblos originarios y el desarrollo de empresas indígenas.
- Inmigración, emigración y diversidad cultural. Aborda tanto el análisis histórico de las migraciones como el impacto en la vida y sociedad contemporánea de los flujos migratorios dentro, fuera y a través de México, y sus procesos colaterales como el impacto de las remesas, el abandono del campo, etcétera.
- Sistemas de salud, antropología médica y medicina tradicional. Incluye las reflexiones que entrecruzan la medicina y las ciencias sociales.
- Familia. analiza y da seguimiento a las prácticas familiares en diferentes contextos, además de proponer nuevos marcos normativos que fomenten la reconstrucción del tejido social en aquellas áreas que lo ameritan.
- Derechos de los pueblos indígenas y afrodescendientes. Enfocada a analizar y desarrollar estrategias jurídicas en torno a los derechos concernientes al autogobierno, territorio y recursos naturales de las poblaciones indígenas y afrodescendientes, para afirmarlos y defenderlos.
- Movimientos etnopolíticos en México y América. Contribuye a la recuperación de la memoria de procesos de movilización social que han sido o son protagonizados por grupos indígenas o afrodescendientes.
- Población, Estado y diversidad cultural. Esta línea ha sido desarrollado predominantemente por la Oficina del PUIC en la ciudad de Oaxaca, misma que se ha enfocado al trabajo con las poblaciones negras que habitan la Costa Chica de Oaxaca y Guerrero.
- Afroamérica, la Tercera Raíz. Busca promover el reconocimiento y visibilización de las poblaciones indígenas y afrodescendientes tanto de México, como de Latinoamérica y el Caribe en términos jurídicos, históricos y culturales, así como combatir los prejuicios y la discriminación contra ellas.

Varios de los proyectos que conforman estas líneas son desarrollados de modo interinstitucional, involucrando tanto a diversas instancias de la UNAM como la colaboración con otros Centros de Investigación y Universidades tanto de carácter nacional como estatal. A su vez, el PUIC firmó en 2015 un convenio de colaboración con el Fondo de Población de las Naciones Unidas (FNUAP) para el estudio de la Salud Materno Infantil.

## Publicaciones

### Acceso Abierto
- Menéndez, Eduardo (2018). Colonialismo, neocolonialismo y racismo. El papel de la ideología y de la ciencia en las estrategias de control y dominación. México: Universidad Nacional Autónoma de México, Programa Universitario de Estudios de la Diversidad Cultural y la Interculturalidad. ISBN 978-607-30-1196-9. Wikidata Q117845835.
- Sánchez, Carolina; Zolla, Carlos; Roldán, Genoveva, eds. (2018). Transferencias salariales y migración indígena. Universidad Nacional Autónoma de México, Programa Universitario de Estudios de la Diversidad Cultural y la Interculturalidad : Instituto de Investigaciones Económicas. ISBN 978-607-30-0825-9. Wikidata Q117845816.
- Dietz, Gunther (2017). ¿Hacia una nación purépecha? Génesis de un movimiento indígena en Michoacán, México. México: Universidad Nacional Autónoma de México, Programa Universitario de Estudios de la Diversidad Cultural y la Interculturalidad. ISBN 978-607-30-0149-6. Wikidata Q117845493.
- Menéndez, Eduardo L. (2017). Los racismos son eternos, pero los racistas no. México: Universidad Nacional Autónoma de México, Programa Universitario de Estudios de la Diversidad Cultural y la Interculturalidad. ISBN 978-607-02-9308-5. Wikidata Q117608514.
- Warnholtz Locht, Margarita (2017). Recuperar la dignidad. Historia de la Unión de Pueblos y Organizaciones del Estado de Guerrero. Movimiento para el desarrollo y la paz social. México: Universidad Nacional Autónoma de México, Programa Universitario de Estudios de la Diversidad Cultural y la Interculturalidad. ISBN 978-607-02-9467-9. OCLC 1000612691. Wikidata Q117607005.
- Padilla Rubiano, Guillermo; Rodríguez Mitchell, Nemesio J. (2016). Consulta, territorios indios e información. Manual de uso múltiple. México: Universidad Nacional Autónoma de México, Programa Universitario de Estudios de la Diversidad Cultural y la Interculturalidad. ISBN 978-607-02-9511-9. OCLC 1011345432. Wikidata Q117600721.
- Gallart Nocetti, María Antonieta; Rojas Rabiela, Teresa (2004). Arturo Warman. Biobibliografía. México: Universidad Nacional Autónoma de México, Programa Universitario México Nación Multicultural. ISBN 978-970-32-2031-1. OCLC 255652868. Wikidata Q117845933.
- Navarrete Linares, Federico (2004). Las relaciones interétnicas en México. México: Universidad Nacional Autónoma de México, Programa Universitario México Nación Multicultural. ISBN 978-970-32-1675-8. OCLC 865156623. Wikidata Q118132046.
- Val Blanco, José Manuel del (2004). México, identidad y nación. Universidad Nacional Autónoma de México, Programa Universitario México Nación Multicultural. ISBN 978-970-32-1679-6. Wikidata Q118132046.
- Varese, Stefano; Escárcega, Sylvia, eds. (2004). La ruta mixteca. El impacto etnopolítico de la migración transnacional en los pueblos indígenas de México. México: Universidad Nacional Autónoma de México, Programa Universitario México Nación Multicultural. ISBN 978-970-32-1677-2. OCLC 1105412145. Wikidata Q118131824.

## Incidencia en la comunidad
Muchos han sido los logros del PUIC a través de su labor de investigación y docencia. Algunos de ellos, que inciden en la visibilización y sensibilización en torno a la realidad intercultural presente en la sociedad mexicana son:
- Sistema de Becas para estudiantes indígenas (SBEI) Este sistema creado originalmente por el Programa Universitario México Nación Multicultural, ha favorecido desde su creación y hasta la fecha, a por lo menos 934 becarios pertenecientes a 31 pueblos originarios, entre los que predominan el nahua, zapoteco, mixteco, otomí, mixe y mazahua.

- En colaboración con la Coordinación de Universidad Abierta y a Distancia (CUAED), el PUIC Ha desarrollado la versión en línea de materia optativa "México, Nación Multicultural", ampliando el alcance de este proyecto docente presencial iniciado en 2002 en la Facultad de Filosofía y Letras y en la Facultad de Ciencias Políticas y Sociales.

- Ha promovido y colaborado en eventos culturales como recitales de poesía y hip hop en lenguas originarias, así como el desarrollo de la Banda de Pueblos Indígenas de la UNAM, constituida por alumnos de la Facultad de Música, que son beneficiarios de las Becas para Estudiantes Indígenas.